# جوناس كو
جوناس كو (بالإسبانية: John Halstead Coe)‏ هو عسكري أرجنتيني، ولد في 21 سبتمبر 1805 في Springfield Township, Union County, New Jersey ‏ في الولايات المتحدة، وتوفي في 30 أكتوبر 1864 في بوينس آيرس في الأرجنتين.